# Кирейская Заимка
Кирейская заимка — исчезнувший населённый пункт в Тулунском районе Иркутской области. Входил в состав Кирейского муниципального образования.

## География
Располагалась примерно в 61 км от райцентра.

## История
Кирейская заимка была основана в 1910 году переселенцами из Украины.
Согласно переписи населения 1926 года там насчитывалось 5 хозяйств, 28 жителей (13 мужчин и 15 женщин). На топографической карте Генштаба СССР 1984 года населённый пункт Кирейская заимка указан как жилой, на карте 1985 года — уже как нежилой.